# Ariel Martínez Arce
Ariel Elías Martínez Arce (Melipilla, Chile, 10 de enero de 1994) es un futbolista profesional chileno que se desempeña como volante en Palestino de la Primera División de Chile.

## Trayectoria

### Colo-Colo
Inició su carrera profesional jugando en Colo-Colo "B", equipo filial del conjunto albo que militó hasta la temporada 2013-14 en la Segunda División Profesional de Chile, donde debutó el 27 de marzo de 2012 en la victoria colocolina por 5 a 0 sobre Fernández Vial, ingresando a los 78 minutos por Bryan Rabello.
Tras sus buenas actuaciones en la tercera categoría del fútbol chileno, debutó en el primer equipo de Colo-Colo el 3 de octubre de 2012, bajo la dirección técnica de Omar Labruna, ingresando a los 71' de juego en reemplazo de Jean Paul Pineda, en partido válido por la Fecha 3 del Grupo 5 de la Copa Chile 2012-13, el cual enfrentó al cuadro popular contra Barnechea en el Estadio Monumental, y que terminó igualado 5 a 5. Quince días más tarde, nuevamente vio acción, esta vez ingresando a los 58 minutos de partido en lugar de Claudio Baeza en la victoria alba 4 a 0 sobre Unión San Felipe, en compromiso válido por la jornada 5 del mismo certamen.

### Coquimbo Unido
Luego de sumar escasos minutos en Colo-Colo por Copa Chile durante 2014, y ante las pocas posibilidades de ser considerado como alternativa en el equipo titular, fue enviado a préstamo por una temporada a Coquimbo Unido. Durante su estadía, disputó 27 compromisos de la Primera B 2014-15, anotando 5 goles, además de completar 90' por Copa Chile ante Deportes Antofagasta. Tuvo una buena temporada en el cuadro pirata, tanto así que al finalizar su cesión se acordó su retorno a la Cuarta Región por una temporada más.

### Audax Italiano
A mediados de 2016, regresó al club que lo formó. Sin embargo, por un problema administrativo quedó sin jugar y sólo pudo entrenar con la sub-19, no siendo inscrito para el Apertura 2016, así como tampoco para la Copa Chile. Ante este escenario, en enero de 2017 fue oficializado como nueva incorporación de Audax Italiano de cara al Torneo de Clausura.

### Unión La Calera
El 25 de febrero de 2021 se confirma su traspaso a Unión La Calera.

### Palestino
El 11 de enero de 2022, con 28 años de edad, es presentado como nueva incorporación de CD Palestino firmando un contrato por una temporada con opción de renovación. El 17 de noviembre de 2022 es anunciada la renovación del futbolista con el cuadro tetracolor hasta el término de la temporada 2025.

## Estadísticas
| Club                    | Div           | Temporada     | Liga  | Liga  | Copas nacionales | Copas nacionales | Torneos internacionales | Torneos internacionales | Total | Total |
| Club                    | Div           | Temporada     | Part. | Goles | Part.            | Goles            | Part.                   | Goles                   | Part. | Goles |
| ----------------------- | ------------- | ------------- | ----- | ----- | ---------------- | ---------------- | ----------------------- | ----------------------- | ----- | ----- |
| Colo-Colo 'B' · Chile   | 3.ª           | 2012          | 13    | 0     | —                | —                | —                       | —                       | 13    | 0     |
| Colo-Colo 'B' · Chile   | 3.ª           | 2013          | 4     | 0     | —                | —                | —                       | —                       | 4     | 0     |
| Colo-Colo 'B' · Chile   | 3.ª           | 2013-14       | 9     | 1     | —                | —                | —                       | —                       | 9     | 1     |
| Colo-Colo 'B' · Chile   | Total club    | Total club    | 26    | 1     | 0                | 0                | 0                       | 0                       | 26    | 1     |
| Colo-Colo · Chile       | 1.ª           | 2012          | —     | —     | 2                | 0                | —                       | —                       | 2     | 0     |
| Colo-Colo · Chile       | 1.ª           | 2014          | —     | —     | 4                | 0                | —                       | —                       | 4     | 0     |
| Colo-Colo · Chile       | Total club    | Total club    | 0     | 0     | 6                | 0                | 0                       | 0                       | 6     | 0     |
| Coquimbo Unido · Chile  | 2.ª           | 2014-15       | 27    | 5     | 1                | 0                | —                       | —                       | 28    | 5     |
| Coquimbo Unido · Chile  | 2.ª           | 2015-16       | 25    | 1     | 4                | 0                | —                       | —                       | 29    | 1     |
| Coquimbo Unido · Chile  | Total club    | Total club    | 52    | 6     | 5                | 0                | 0                       | 0                       | 57    | 6     |
| Audax Italiano · Chile  | 1.ª           | 2016-17       | 13    | 0     | —                | —                | —                       | —                       | 13    | 0     |
| Audax Italiano · Chile  | 1.ª           | 2017          | 9     | 1     | 2                | 0                | —                       | —                       | 11    | 1     |
| Audax Italiano · Chile  | 1.ª           | 2018          | 20    | 1     | 5                | 0                | 1                       | 0                       | 26    | 1     |
| Audax Italiano · Chile  | 1.ª           | 2019          | 12    | 1     | 4                | 0                | 0                       | 0                       | 16    | 1     |
| Audax Italiano · Chile  | 1.ª           | 2020          | 23    | 4     | —                | —                | 2                       | 0                       | 25    | 4     |
| Audax Italiano · Chile  | Total club    | Total club    | 77    | 7     | 11               | 0                | 3                       | 0                       | 91    | 7     |
| Unión La Calera · Chile | 1.ª           | 2021          | 20    | 1     | —                | —                | 4                       | 1                       | 24    | 2     |
| Unión La Calera · Chile | Total club    | Total club    | 20    | 1     | 0                | 0                | 4                       | 1                       | 24    | 2     |
| Palestino · Chile       | 1.ª           | 2022          | 22    | 1     | 2                | 0                | —                       | —                       | 24    | 1     |
| Palestino · Chile       | 1.ª           | 2023          | 16    | 1     | 1                | 0                | 4                       | 0                       | 21    | 1     |
| Palestino · Chile       | 1.ª           | 2024          | 27    | 3     | 7                | 1                | 10                      | 0                       | 43    | 4     |
| Palestino · Chile       | 1.ª           | 2025          | 9     | 0     | 5                | 1                | 6                       | 1                       | 20    | 2     |
| Palestino · Chile       | Total club    | Total club    | 74    | 5     | 15               | 2                | 20                      | 1                       | 108   | 8     |
| Total carrera           | Total carrera | Total carrera | 249   | 20    | 37               | 2                | 28                      | 2                       | 312   | 24    |
| 1. 2. 3.                |               |               |       |       |                  |                  |                         |                         |       |       |